# (33715) 1999 LP25
1999 LP25 (asteroide 33715) é um asteroide da cintura principal. Possui uma excentricidade de 0.12367290 e uma inclinação de 10.38603º.
Este asteroide foi descoberto no dia 9 de junho de 1999 por LINEAR em Socorro.